# النوادر والزيادات
النوادر والزيادات هي موسوعة فقهية شاملة من تأليف ابن أبي زيد القيرواني، فهو ذروة الفقه المالكي في القرن الرابع الهجري، وعليه المعول في التفقه على المذهب، ويعتبر بمثابة تلخيص للكتب الفقهية الهامة للمذهب المالكي حتى ذلك الوقت، فقد استوفى فيه ابن أبي زيد النقول عن الإمام مالك، وفقهاء المذهب، فجمع ما في الأمهات من المسائل، والخلاف، والأقوال، فاشتمل على جميع أقوال المذهب وفروع الأمهات كلها، ففاق المدونة حجماً، لاستناده على مراجع أوسع منها، وتناول بذلك جميع المسائل الفقهية، إضافة إلى الفقه المقارن داخل المذهب، وشذرات من الأخبار والسير، وآراء عقدية لمالك، ووصف أحداث، وأدوات، وأمتعة مما كان متعارفاً في عهد الإسلام الأول.

## منهج تأليفه
وأوضح المؤلف منهجه في مقدمة الكتاب، مبيناً أنه عمل على جمع المادة الفقهية من مختلف الدواوين المتقدمة، مثل الموازية ل ابن المواز، والعتبية أو المستخرجة ل العتبي، والواضحة ل ابن حبيب، وكذا تآليف ابن عبدوس وابن سحنون، فاستخرج ذلك منها، وجمعه باختصار من اللفظ في طلب المعنى، وعمل على تقصي أغلب المسائل الفقهية، وبسطها، مع تجنب تكرارها، كما اجتهد في الاستدلال للمسائل بالآيات القرآنية والأحاديث النبوية، فكان بذلك كما يقول:«كتابا جامعا لما افترق في هذه الدواوين من الفوائد، وغرائب المسائل، وزيادات المعاني على ما في المدونة، وليكون لمن جمعه مع المدونة، أو مع مختصرها مقنع بهما، وغني بالاقتصار عليهما..»، وبالإضافة إلى المصادر التي ذكرها المؤلف في مقدمة كتابه، فإنه كثيرا ما نقل في مواضع كثيرة حول قضايا فقهية محددة، من غير المصادر التي ورد ذكرها فيما سلف، وصرح ابن أبي زيد كذلك في المقدمة أن كتابه هذا لا يصلح للمبتدئين، نظرا لسعة المادة الفقهية المضمنة في الكتاب، أما عن مضامين الكتاب فهو يحوي 83 كتابا؛ يبتدئ بكتاب بالطهارة، وينتهي بكتاب المرتدين، وتحت كل باب عدة فصول.
والكتاب عمدة لمن جاء بعد ابن أبي زيد، فقد نقل عنه جل من ألف في المذهب المالكي، ك أبو الوليد الباجي (ت 478هـ) الذي أكثر النقل عنه في المنتقى، وأبو الحسن علي بن سعيد الرجراجي في «مناهج التحصيل»، والحطاب (ت954هـ) في «مواهب الجليل» في غير ما موضع، وغيرهم.
فالكتاب بحق يحوي بين طياته أهم مادة مرجعية عن مصادر الفقه المالكي المتمثلة في مختصرات فقهية منتظمة، ومجاميع ومسائل، ومعالجات لمشكلات فقهية منتظمة، مع مراعاة الاختلاف في الفروع.
وقد قام الأستاذ ميكروش موراني من جامعة بون، بدراسة موسعة مستفيضة لكتاب النوادر والزيادات، قدمها في كتابه باللغة الألمانية: «دراسات في مصادر الفقه المالكي» الذي ترجم فيما بعد إلى اللغة العربية.
والكتاب طبعته دار الغرب الإسلامي، بتحقيق عبد الفتاح محمد الحلو، ومحمد حجي، ومحمد الأمين بوخبزة، ومحمد الدباغ، وأحمد الخطابي، وعبد الله المرابط الترغي، وهي الطبعة الوحيدة لحدود كتابة هذه السطور.